# Solomon and Gaenor
Solomon and Gaenor è un film del 1999 diretto da Paul Morrison. Recitato in gallese, ottenne la nomination all'Oscar al miglior film straniero.

## Riconoscimenti
- Premio Oscar
  - Candidatura all'Oscar al miglior film straniero